# پی² خرس بزرگ
پی² خرس بزرگ یک ستاره است که در صورت فلکی خرس بزرگ قرار دارد.